# Jean-Christophe (roman)
Pour les articles homonymes, voir Jean-Christophe.
Jean-Christophe est un roman de Romain Rolland composé de dix tomes. Il a été publié pour la première fois en feuilleton de 1904 à 1912 dans la revue littéraire les Cahiers de la quinzaine, puis aux éditions Ollendorff à partir de 1905. 
C’est avant tout l’adhésion du public qui a fait la renommée de Jean-Christophe, bien avant que la critique littéraire, à de rares exceptions près, ne s’intéresse au roman. Grâce à cette œuvre, Romain Rolland devient le deuxième lauréat du « prix la Vie heureuse », précurseur du prix Femina, en 1905. Le roman a contribué grandement à l'attribution à Romain Rolland du prix Nobel de littérature en 1915.

## Résumé de la série romanesque
L’œuvre retrace la vie de Jean-Christophe Krafft, un musicien allemand de génie, de sa naissance à  sa mort. Le héros qui incarne l'espoir d'une humanité réconciliée, notamment en montrant la complémentarité de la France et de l'Allemagne, est aussi un héros romantique comme le Werther de Goethe et l'image de Beethoven y apparaît en filigrane.
La vie du héros se transforme ainsi en quête d’une sagesse : il doit passer par une série d’épreuves, les « cercles de l’Enfer », maîtriser ses passions, avant de dominer sa vie et d’atteindre l’Harmonie, qui est coïncidence avec le rythme de la Vie universelle.

## Résumés des volumes

### L'Aube
L'Aube retrace les premières années de la vie du héros, de sa naissance dans une petite ville allemande baignée par le Rhin à ses sept ans. L'auteur décrit l'éveil de la sensibilité de Jean-Christophe et ses relations avec ses proches. Très vite, le héros apparaît comme un enfant prodige, pianiste de génie et doué d'un sens inné de la composition. Ce premier volume s'achève le soir du premier concert du héros, donné devant la Cour du prince de la ville.

### Le Matin
Jean-Christophe a onze ans. Devenu « pianiste ordinaire » du prince de la ville, il continue son éducation musicale. Bientôt, il perd son grand-père, son plus grand soutien. Le jeune héros devient ami avec un camarade de son âge, Otto Diener, puis il vit une idylle avec Minna von Keirich, une jeune aristocrate. À la fin du volume, son père, Melchior, est trouvé noyé dans le ruisseau du moulin.

### L'Adolescent
Dans une situation difficile à la suite du décès du père, Jean-Christophe et sa mère sont hébergés chez des amis, les Euler. Le héros est fasciné par sa voisine, la mystérieuse Sabine, puis s'éprend d'une jeune fille de la ville, Ada.

### La Foire sur la place
La Foire sur la place décrit les débuts du compositeur à Paris. Romain Rolland s'adonne à une critique virulente de la société française de son temps, en particulier de la bonne société parisienne, du monde de l’art et du journalisme. Le héros donne des leçons de musique et cherche à faire jouer ses œuvres.

## Personnages principaux

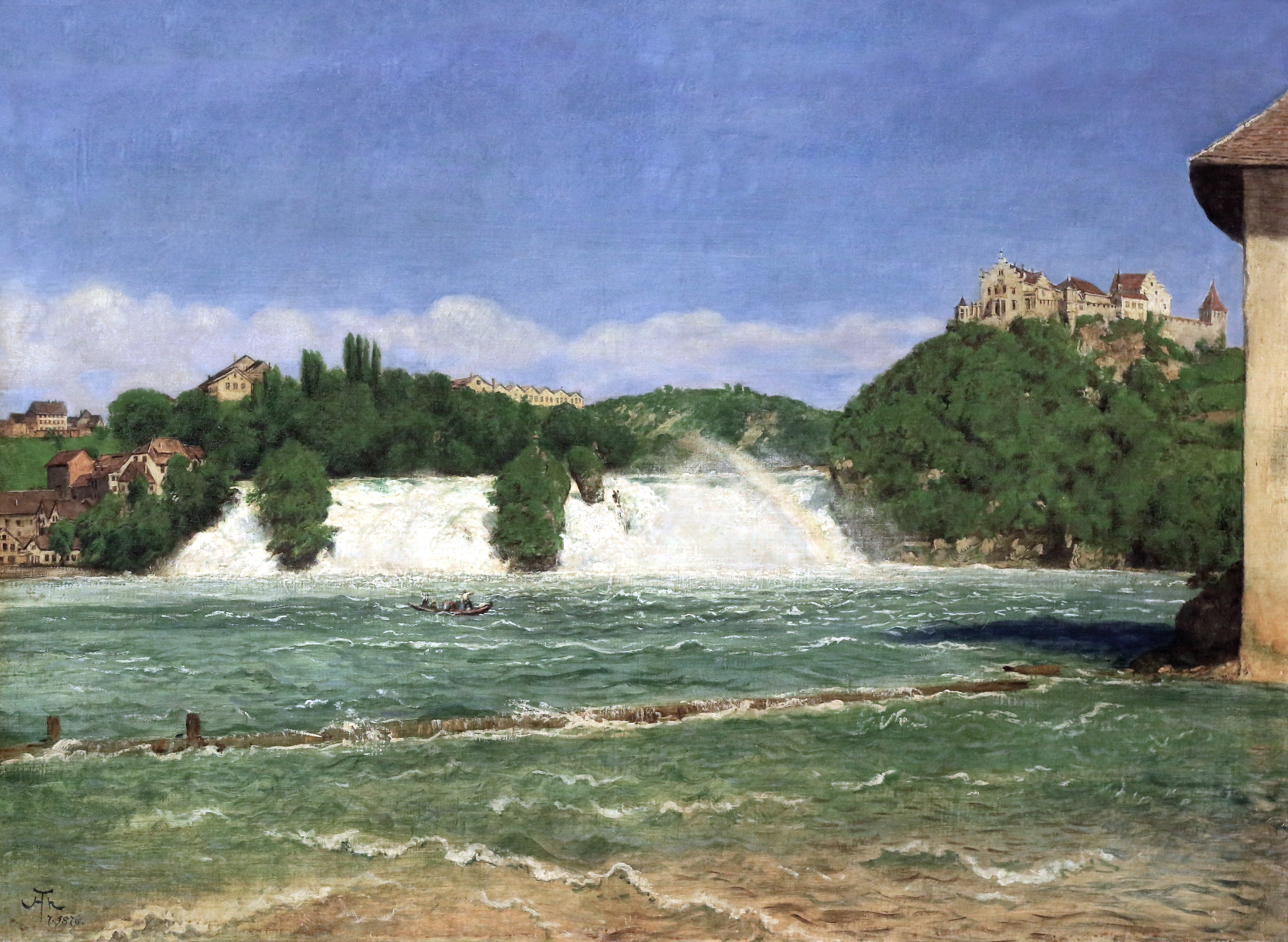
Hans Thoma : Les Chutes du Rhin à Schaffhausen

- Jean-Christophe Krafft : héros du roman, pianiste, violoniste, chef d'orchestre et compositeur de génie.
- Melchior Krafft : père du héros, violoniste, alcoolique et violent.
- Louisa Krafft : mère du héros.
- Jean-Michel Krafft : grand-père de Jean-Christophe, maître de chapelle du prince de la ville.
- Gottfried : oncle du héros et frère de sa mère Louisa.
- Olivier Jeannin : écrivain français, ami de Jean-Christophe.
- Antoinette Jeannin : sœur d'Olivier Jeannin.
- Grazia Buontempi

## Éditions
- Jean-Christophe, Cahiers de la quinzaine, 1904-1912.
- Jean-Christophe, Société d’Éditions Littéraires et Artistiques - Librairie Paul Ollendorff - 50, chaussée d’Antin, 50 - Paris - (sans date), en 10 tomes
- Jean-Christophe, éditions Albin Michel, collection Le Livre de poche, en trois tomes, 1931.
- Marguerite Hélier-Malaurie et Raylambert (illustrations), Jean-Christophe raconté aux enfants, livre de lecture, préparation directe à la composition française, Cours élémentaire et moyen garçons et filles ainsi que Certificat de fin d’études et cours complémentaire première année, éditions Albin Michel, 1932
- Jean-Christophe. Edition définitive,  Paris,  éditions Albin Michel, 1949, 1593 p.
- Jean-Christophe,  rééd., Paris,  éditions Albin Michel, novembre 2005.

## Adaptation

### Télévision
Jean-Christophe a été adapté pour la télévision en 1978 par le réalisateur François Villiers dans le téléfilm homonyme.

### Musique
En 1945, Charles Koechlin a composé l'une de ses dernières œuvres, le poème symphonique en deux parties Le Buisson ardent (op. 203 et op. 171), d'après la section correspondante du roman de Romain Rolland.